# Vexillum (Pusia) luigiraybaudii
Vexillum (Pusia) luigiraybaudii is een slakkensoort uit de familie van de Costellariidae. De wetenschappelijke naam van de soort is voor het eerst geldig gepubliceerd in 2006 door Poppe, Guillot de Suduiraut & Tagaro.